# Bandiera della Baviera
Ci sono due versioni della bandiera bavarese. La regolamentazione non è precisa al riguardo e non ci sono  delle precise dimensioni: ci sono bandiere con proporzioni 2:3, ma anche 3:5, come il vessillo nazionale della Germania. Non è specificato neanche il colore preciso, che solitamente è il RAL 5012. Inoltre alcune volte viene aggiunto anche lo stemma della regione al centro che nella versione originale è assente.

## La bandiera a strisce
La bandiera consiste in due fasce orizzontali di pari dimensione, una bianca e una azzurra, come la bandiera di San Marino. L'origine è incerta, ma potrebbe simboleggiare il fiume che scorre per Monaco di Baviera, ovvero l'Isar. Ma il significato potrebbe anche essere quello dei diamanti, già rappresentati nella seconda bandiera.

## La bandiera di diamanti
La seconda versione, quella più conosciuta, è formata da rombi azzurri e bianchi, che starebbero a simboleggiare dei diamanti. Solitamente ne vengono rappresentati 21, ma in altre versioni il numero può aumentare. Questo vessillo è stato confermato come una delle due versioni nel febbraio 1971.

## Altre versioni della bandiera

La bandiera a strisce orizzontali (Streifenflagge)
Bandiera alternativa di Monaco con i diamanti